# Nicola Procaccini
Nicola Procaccini (ur. 21 stycznia 1976 w Rzymie) – włoski polityk i samorządowiec, burmistrz Terraciny, poseł do Parlamentu Europejskiego IX i X kadencji.

## Życiorys
Absolwent studiów prawniczych, kształcił się na Uniwersytecie Rzymskim „La Sapienza”. Dołączył do Sojuszu Narodowego, wchodził w skład kierownictwa jego organizacji młodzieżowej Azione Giovani. W wieku 21 lat po raz pierwszy został wybrany na radnego w Terracinie. Wraz z AN dołączył do Ludu Wolności. W 2008 został rzecznikiem minister Giorgii Meloni, którą poznał w czasie działalności w organizacji młodzieżowej sojuszu. Zajął się też prowadzeniem własnej firmy w sektorze komunikacji politycznej.
W 2011 objął urząd burmistrza Terraciny. W 2015, po rezygnacji złożonej przez kilkunastu radnych, został zastąpiony przez komisarza. W międzyczasie przeszedł z PdL do partii Bracia Włosi. W 2016 powrócił na stanowisko burmistrza, wygrywając wybory lokalne. W 2019 uzyskał mandat posła do Parlamentu Europejskiego IX kadencji (gdy wybrana w tym samym okręgu Giorgia Meloni zrezygnowała z jego objęcia). W lutym 2023 został współprzewodniczącym grupy ECR. W 2024 z powodzeniem ubiegał się o reelekcję w wyborach europejskich. W lipcu 2024 ponownie wybrany na współprzewodniczącego swojej frakcji.